# Іван Проведель
Іван Проведель (італ. Ivan Provedel; нар. 17 березня 1994, Порденоне) — італійський футболіст, воротар клубу «Лаціо».
Виступав за юнацьку збірну Італії.

## Клубна кар'єра
Народився 17 березня 1994 року в місті Порденоне. Вихованець юнацьких команд низки італійських футбольних клубів, останнім з яких був «К'єво».
У дорослому футболі дебютував 2013 року виступами на правах оренди на рівні третього італійського дивізіону за «Пізу», в якій провів один сезон як основний голкіпер.
Згодом з 2014 по 2017 рік продовжував грати по орендах, захищав кольори друголігових «Перуджі», «Модени» та «Про Верчеллі».
Влітку 2017 року на умовах повноцінного контракту приєднався до «Емполі», також клубу Серії B. Спочатку був основним воротарем команди і навіть допоміг їй здобути підвищення в класі за результатами сезону 2017/18. Утім згодом почав програвати конкуренцію за місце в основі, а на початку 2020 року був відданий в оренду до «Юве Стабія».
Восени 2020 року перейшов до «Спеції», де був основним воротарем на рівні найвищого італійського дивізіону.
8 серпня 2022 року за два мільйони євро перейшов до «Лаціо», з яким уклав п'ятирічний контракт.

## Виступи за збірну
2013 року дебютував у складі юнацької збірної Італії (U-20), загалом на юнацькому рівні взяв участь у 5 іграх, пропустивши 5 голів.

## Статистика виступів

### Статистика клубних виступів
| Сезон              | Команда            | Чемпіонат          | Чемпіонат | Чемпіонат | Національний кубок | Національний кубок | Національний кубок | Континентальні кубки | Континентальні кубки | Континентальні кубки | Інші змагання | Інші змагання | Інші змагання | Усього | Усього  |
| Сезон              | Команда            | Ліга               | Ігор      | Голів     | Ліга               | Ігор               | Голів              | Ліга                 | Ігор                 | Голів                | Ліга          | Ігор          | Голів         | Ігор   | Голів   |
| ------------------ | ------------------ | ------------------ | --------- | --------- | ------------------ | ------------------ | ------------------ | -------------------- | -------------------- | -------------------- | ------------- | ------------- | ------------- | ------ | ------- |
| 2013–14            | «Піза»             | ЛП1Д               | 26+3      | -22 + -2  | КІ + КІ-ЛП         | 0+1                | 0 + 0              |                      | -                    | -                    |               | -             | -             | 30     | -24     |
| 2014–15            | «Перуджа»          | B                  | 24+0      | -27+0     | КІ                 | 1                  | -1                 |                      | -                    | -                    |               | -             | -             | 25     | -28     |
| 2015–16            | «Модена»           | B                  | 21        | -21       | КІ                 | 0                  | 0                  |                      | -                    | -                    |               | -             | -             | 21     | -21     |
| 2016–17            | «Про Верчеллі»     | B                  | 40        | -39       | КІ                 | 1                  | -1                 | -                    | -                    | -                    | -             | -             | -             | 41     | -40     |
| 2017–18            | «Емполі»           | B                  | 23        | -33       | КІ                 | 1                  | -2                 | -                    | -                    | -                    | -             | -             | -             | 24     | -35     |
| 2018–19            | «Емполі»           | A                  | 16        | -36       | КІ                 | 0                  | 0                  | -                    | -                    | -                    | -             | -             | -             | 16     | -36     |
| 2019-січ. 2020     | «Емполі»           | B                  | 0         | 0         | КІ                 | 1                  | -1                 | -                    | -                    | -                    | -             | -             | -             | 1      | -1      |
| січ.-черв. 2020    | «Юве Стабія»       | B                  | 18        | -35; 1    | КІ                 | -                  | -                  | -                    | -                    | -                    | -             | -             | -             | 18     | -35; 1  |
| серп.-вер. 2020    | «Емполі»           | B                  | 0         | 0         | КІ                 | 1                  | -1                 | -                    | -                    | -                    | -             | -             | -             | 1      | -1      |
| Усього за «Емполі» | Усього за «Емполі» | Усього за «Емполі» | 39        | -69       |                    | 3                  | -4                 |                      | -                    | -                    |               | -             | -             | 42     | -73     |
| 2020–21            | «Спеція»           | A                  | 29        | -55       | КІ                 | 0                  | 0                  | -                    | -                    | -                    | -             | -             | -             | 29     | -55     |
| 2021–22            | «Спеція»           | A                  | 31        | -52       | КІ                 | 0                  | 0                  | -                    | -                    | -                    | -             | -             | -             | 31     | -52     |
| Усього за «Спецію» | Усього за «Спецію» | Усього за «Спецію» | 60        | -107      |                    | 0                  | 0                  |                      | -                    | -                    |               | -             | -             | 60     | -107    |
| 2022–23            | «Лаціо»            | A                  | 2         | -1        | КІ                 | 0                  | 0                  | ЛЄ                   | 0                    | 0                    | -             | -             | -             | 2      | -1      |
| Усього за кар'єру  | Усього за кар'єру  | Усього за кар'єру  | 233       | -323; 1   |                    | 6                  | -6                 |                      | -                    | -                    |               | -             | -             | 239    | -329; 1 |